# Willem Marcus van Weede van Berencamp

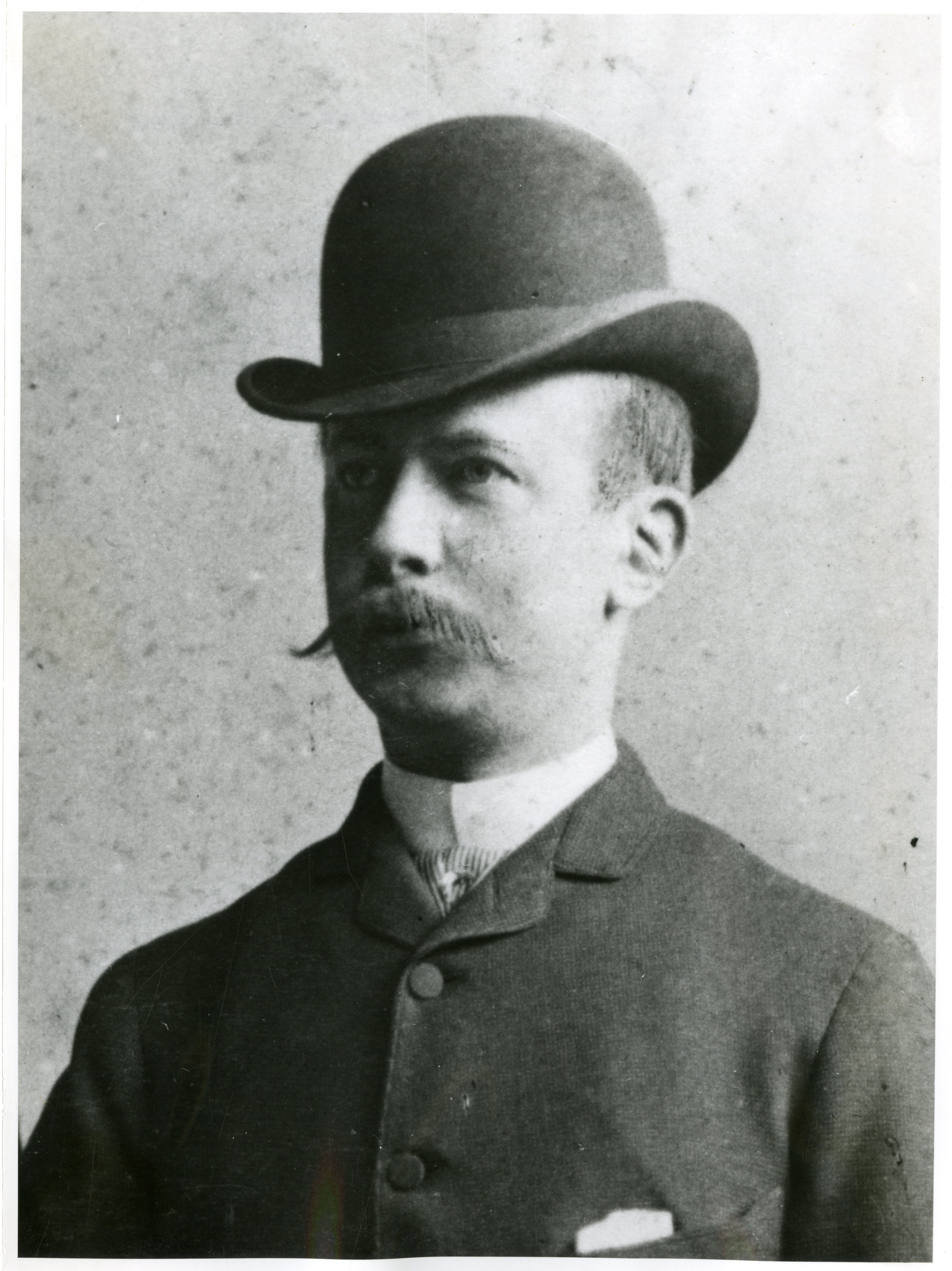
W.M. van Weede van den Berencamp, ca. 1905

Jhr. Willem Marcus van Weede, heer van de Berencamp (Amsterdam, 9 november 1848 – Wenen, 23 december 1925) was een Nederlands politicus.
Hij was een diplomaat, die in 1905 kortstondig minister van Buitenlandse Zaken was. Hij verving op aandrang van Koningin Wilhelmina Robert Melvil van Lynden, die niet tegen zijn taak opgewassen was. Hij werd na zijn ministerschap weer gezant. Ondanks zijn grote rijkdom was hij een sober man, die niet per auto maar per tram reisde en zich eenvoudig kleedde. Hij had een grote literaire belangstelling.

## Familie
Van Weede trouwde in 1878 met jkvr. Volkertina Adriana van Haersma de With (1857-1916); uit dit huwelijk werd een zoon geboren: jhr. mr. dr. Hendrik Maurits van Weede (1879-1912), gezantschapssecretaris die ongehuwd bleef. Na zijn overlijden werd een zoon van zijn zwager zijn erfgenaam:  jhr. mr. Hendrik Maurits van Haersma de With, heer van den Berencamp (1884-1945), secretaris van de minister van Buitenlandse Zaken.

## De Berecamp
In 1898 kocht Van Weede het landgoed de Berencamp dat aanpalend was aan het al in zijn bezit zijnde Salentein. In 1906 liet hij voor beide landhuizen een gemeenschappelijke tuin in landschapsstijl aanleggen. Na zijn overlijden erfde zijn neef De With het landgoed en diens erfgenamen bezitten het nog steeds.